# Río Ill
El río Ill [I-L-L] es un río de Alsacia, Francia, un afluente del río Rin por su margen izquierda, que nace en los montes del Jura, cerca de la localidad de Winkel. Su nombre actual es una variación del histórico nombre alemán Ell y con tal nombre ha dado origen a la apelación de la región de Alsacia en alemán, El(l)ssaß. Conocido por ser el río que pasa alrededor del edificio Louise Weiss, hemiciclo principal del Parlamento Europeo.
Este río empieza a bajar desde su nacimiento cerca de la aldea de Winkel (no confundir con su homónima suiza) en las coordenadas 47°27′42″N 7°15′51″E a una altitud de 600 m s. n. m., en la cordillera del Jura, resurgiendo cerca Ligsdorf. Luego su cauce tuerce hacia el noreste en Ferrette y fluye hacia el norte a través de la llanura de Alsacia en gran medida paralelo al río Rin. 
Además de recibir aguas desde la napa freática, recibe por la derecha el aflujo del río Largue, también procedente de las montañas del Jura, cerca de Illfurth (vado del Ill en alemán). Tras pasar por Altkirch recibe varios afluentes desde la vertiente occidental de los Vosgos: el Doller en Mulhouse, el Jue cerca de Ensisheim, el Lauch en Colmar, el Fecht en Illhaeusern, el Giessen en Sélestat, cerca de Andlau Fegersheim, el Ehn cerca de Geispolsheim, el Bruche en Estrasburgo y el Souffel aguas arriba de Wantzenau y aguas abajo de la presa de Gambsheim antes de afluir en el Rin.

A medida que el Ill se acerca a la ciudad de Mulhouse, la mayor parte de su caudal se desvía artificialmente (desde el siglo XVIII) hacia un canal de descarga que conduce al Doller, protegiéndose así el centro histórico de esa ciudad de las inundaciones .

Poco antes de desembocar en el Rin, el Ill fluye por la ciudad de Estrasburgo, allí el Ill forma parte de las fortificaciones del siglo XVII y pasa a través de una serie de esclusas y canales en el pintoresco casco antiguo, entre ellos en el distrito de la Petite-France, donde sus aguas se usaban para accionar molinos y tenerías. 
En sus 222 km de longitud atraviesa las principales ciudades alsacianas de Mulhouse, Colmar, Sélestat y Estrasburgo.

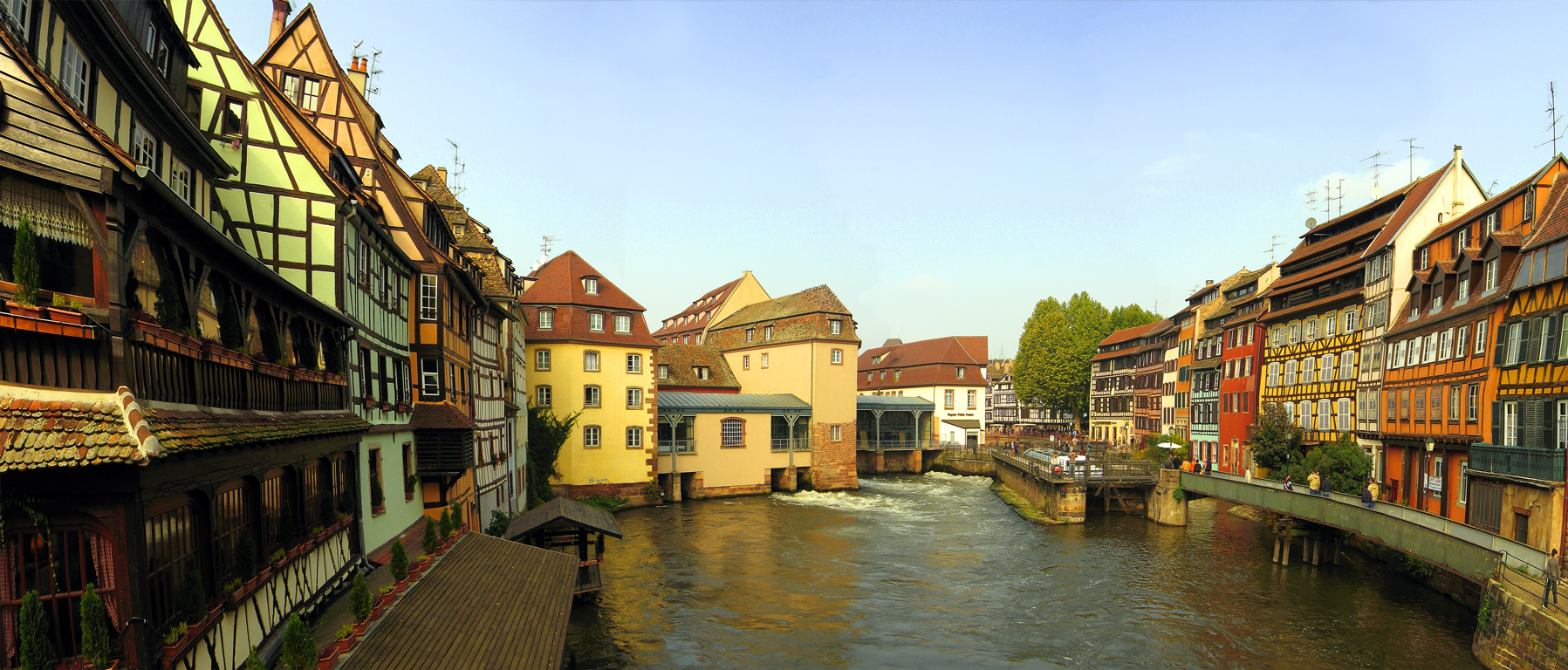
El río Ill en Estrasburgo, a su paso por uno de los 20 puentes que conectan el centro histórico.

En Estrasburgo, su régimen se regula mediante un sistema de canales y esclusas. Dos brazos del Ill rodean el centro histórico medieval conectado al resto de la ciudad por 20 puentes. El Ill forma parte del paisaje urbano declarado Patrimonio Unesco de la humanidad y crea espacios destacados por su belleza, como el barrio de La Petite France.